# آده کوکر
آده کوکر (انگلیسی: Ade Coker؛ زادهٔ ۱۹ مهٔ ۱۹۵۴) بازیکن فوتبال اهل ایالات متحده آمریکا است.
از باشگاه‌هایی که در آن بازی کرده‌است می‌توان به باشگاه فوتبال وستهام یونایتد و باشگاه فوتبال لینکولن سیتی اشاره کرد.
وی همچنین در تیم ملی فوتبال ایالات متحده آمریکا بازی کرده‌است.